# بودين

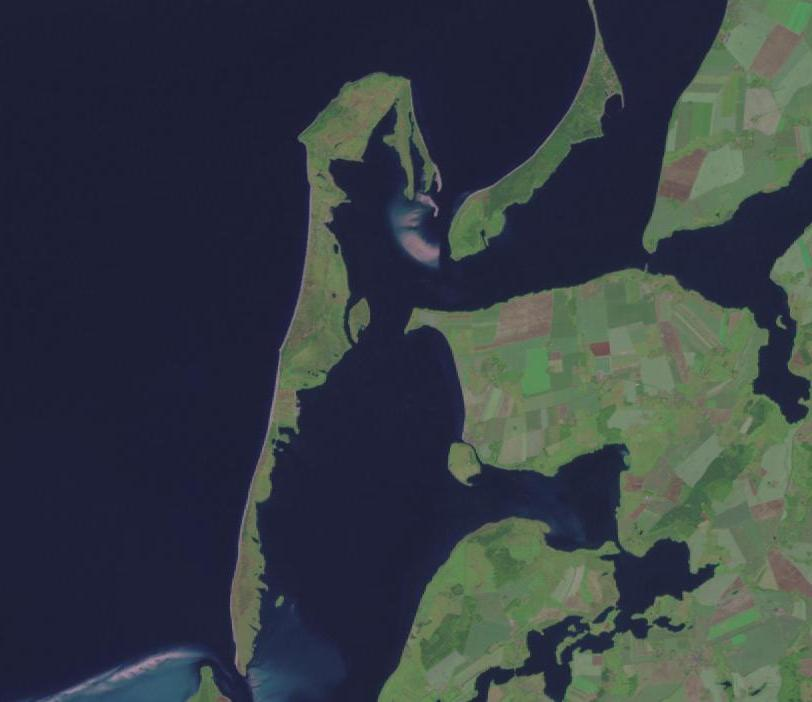
جزء من سلسلة البودين (بركة مياه مالحة) غرب جزيرة ريجن (Rügen) (مركز)، معزول عن بحر البلطيق (على اليسار) بواسطة جزيرة هيدنسي (Hiddensee) والتي تأخذ شكل فرس البحر وترى من محطة مراقبة أرضية

البودين عبارة عن مجموعات من مالحة المياه التي تشكل بحيرات مالحة بطول الشواطئ الجنوبية الغربية لبحر البلطيق والتي توجد في الأصل في ألمانيا في ولاية ميكلينبورغ-فوربومرن. وبالأخص حول جزيرة ريجن (Rügen) ويوسدوم (Usedom) وشبه جزيرة فيشلند دارس زينجست (Fischland-Darss-Zingst) يمكن اكتشاف هذه البحيرات. جزء منهم محميات طبيعية وتشكل المتنزه الوطني لمنطقة البحيرات المالحة ببوميرانيا الغربية.
وهم لديهم منشأ جيولوجي مميز ومحاطون بشبه جزيرة وأسفاد وجزر تاركة ممرات ضيقة فقط للبودين المجاور أو البحر المفتوح. ويتدفق الماء العذب من اليابسة ويتدفق الماء المالح من البحر المفتوح والذي يعتمد على اتجاه الرياح والقوة وقرب البودين للبحر الناتج عن المنحدرات الملحية المتقلبة والأنظمة البيئية المميزة.
وأثناء اختراق بحر ليتورينا (Littorina) الجزيرة يتكون الأرخبيل بواسطة نحت الأحواض والقنوات الجليدية الضيقة الناتجة عن الماء الذائب من الثلج أو الجليد. ويتكون البودين في فترة قصيرة نسبيًا بين السفود والحدود البعيدة عن الشاطئ والحواجز الرملية. وتعرضت هذه التجويفات الجليدية الفارغة لترسب مكثف أثناء تقريبًا آخر 10000 سنة والتي نتج عنها تكون بحيرات بأعماق لا تزيد عن 4-6 أمتار. وتحت هذه الظروف تطابق التيار الدافئ والبركة المالحة غير مستقر إلى حد كبير، وإن البودين به ديناميكيات نموذجية لمجموعات صغيرة من المياه المتصلة بالبحر التي تصب وتفرغ بسرعة بسبب حركة المد والجزر وتدفق المياه العذبة. الحركة المتكررة للمياه يمكن أن تؤدي إلى تأثير جلي لكن يمكن أن يحدث ذلك مع تلوث كبير يظهر ميولاً نحو التتريف. بسبب تآكل المنحدرات والرواسب الرسوبية ويظل شكل شواطئ البودين غير مستقر. التغيرات المفاجئة التي تحدث بسبب العواصف المصحوبة بالفيضانات والتي تغلق بشكل متكرر الوصلات للبحر أو تفتح روابط جديدة فيما بعد.
بينما الخلجان من نوعية بودين يمكن أن توجد في ميكلينبيرج (Mecklenburg) والدنمارك والبودين النموذجي يقع خارج يابسة البوميراني بين فم نهر الريكنتز (Recknitz) وجزيرة اليوسدوم (Usedom). ويوجد العديد من البودين المجاور بين شبه جزيرة فيشلند دارس زينجست وجزيرة هيدنسي وشبه الجزيرة الشرقية والغربية لريجن ويابسة البوميراني تصنف على أنها سلاسل بودين (بودين كيتن (Boddenketten)):
- سلسلة بودين دارس زينجست  (بودين كيتن دارس زينجست (Darß-Zingster Boddenkette)) والتي تتكون من (الشرق للغرب)
  - من سالر بودين (Saaler Bodden) مع ربينتزر سي (Ribnitzer See) وخليج بيرمين (Permin) متصل عن طريق كوبلستروم (Koppelstrom) إلى
  - بوديستير بودين (Bodstedter Bodden) مع الريدنسي (Redensee) والعاصفة بريرور متصلة بواسطة مينينجين إلى
  - بارثر بودين (Barther Bodden) مع عاصفة زينجستر (Zingster)
  - جرابو (Grabow)
- سلسلة بودين ريجن الغربية (بودينكت ريجن الغربي (Westrügensche Boddenkette) أو Rügensche Außenboddenkette)والتي تتكون من (الجنوب للشمال)
  - كيوبتزير (Kubitzer) بودين مع بروهني ويكي (Prohner Wiek) وجيلنستورم (Gellenstrom)
  - بودين سشابرودر (Schaproder) مع يودارسر ويك (Udarser Wiek) وكويزلور سي (Koselower See)
  - بودين فيتار (Vitter) متصل ببحر البلطيق عن طريق ليبن (Libben)
- سلسلة بودين ريجن الشمالي ( بودين ريجن الشمالية (Nordrügensche Boddenkette) تتكون (من الغرب للشرق)
  - بودين ويكر (Wieker) متصل عن طريق عاصفة رازور (Rassower) إلى بودين سشابرودر و
  - بودين بريتزير (Breetzer) ونونيدروفير ويك (Neuendorfer Wiek) و
  - بودين بريجر (Breeger)
  - بودين ليبيناير (Lebbiner) مع تيتزتزر سي (Tetzitzer See)
  - بودين جروبير جاسميون (Großer Jasmunder Bodden) مع ميتالسي (Mittelsee) وسبايكيرسشر سي (Spykerscher See) متصلة عن طريق قناة ضيقة ب
  - بودين كلينر جاسموندر (Kleiner Jasmunder)

بودين آخر هو خليج جريفسوالد (Greifswald) ( بودين جريفسوالدر (Greifswalder Bodden)) والأجزاء الشمالية التي تشكل بودين روجسشر (Rügischer Bodden) مع سكروتيزر ويك (Schoritzer Wiek) وويرشينسي (Wreechensee) هافينج (Having) مع نيونسينجر سي (Neuensiener See) و سيلنير سي (Selliner See) وهاجنسش ويك (Hagensche Wiek). وإلى الجنوب خليج جريفسوالد يتكون من جريستور إنويكي (Gristower Inwiek) وكوزرسي (Kooser See) ودانسش ويكي (Dänische Wieck) (خليج دنماركي).
خليج جريفسوالد متصل ببودين روجن الغربي عن طريق ستريلاسوند (Strelasund) وهو ممر مائي من نوع البودين مع جلويتز ويكي (Glewitzer Wiek) وبوديميدر ويك (Puddeminer Wiek) وديفينير سي (Deviner See) كما أنها متصلة مع بحيرة أودير (Oder) المالحة عن طريق بينستورم (Peenestrom) ممر مائي آخر ضيق من نوع البودين متصل مع سابندورهاجنير ويك (Spandowerhagener Wiek) وكروزلينر سي (Krösliner See) وهوهيندورفير سي (Hohendorfer See) وكرومينير ويك (Krumminer Wiek) وآشتر ويسر (Achterwasser).
تعتبر البودين ملاجئ مهمة لأجناس عديدة من الطيور وعلى وجه الخصوص حيث تعتبر أماكن راحة للطيور المهاجرة مثل طيور الكركي والأوز. وهذا كان سببًا لإنشاء المتنزه الوطني لمنطقة بحيرة فوربومورين المالحة (Nationalpark Vorpommersche Boddenlandschaft) وتتضمن معظم البودين بين دارب (Darß) وروجن (Rügen).
وعلى نحو تقليدي، تعتبر البودين مناطق صيد جيدة غنية بمواقع المجتمعات الميزوليتى وعلى الأخص بودين بوميرانيا في روجن (Rügen) وجريفسوالد (Greifswald) وبينستورم (Peenestrom). ومن هذه المياه يصطاد بانتظام الصيادون 10-15 &nbsp;كيلوجرام من سمك الكراكي الشمالي.

## قائمة المصادر
- Harvesting the Sea, Farming the Forest by Marek Zvelebil, Lucyna Domańska, Robin Dennell

## وصلات خارجية
- YouTube - Angling in the Bodden على يوتيوب

‌